# Johann Obermoser (Politiker)
Johann Obermoser (* 19. Juni 1894 in Waidring; † 20. Dezember 1981 ebenda) war ein österreichischer Politiker der Vaterländischen Front (VF) und der Österreichischen Volkspartei (ÖVP). Von 1934 bis 1938 und 1947/48 war er Landesrat in Tirol, von 1945 bis 1950 Bürgermeister von Waidring und von 1949 bis 1965 Präsident des Tiroler Landtags.

## Leben
Johann Obermoser war Besitzer eines Holzhandels- und Sägewerksbetriebes und erhielt den Berufstitel Kommerzialrat verliehen.
Während der Zeit des autoritären Ständestaats war Obermoser von 1934 bis 1938 als Landesrat für die Gemeinde- und Landwirtschaftsagenden verantwortlich. Nach dem Zweiten Weltkrieg war er von Mai 1945 bis März 1950 Bürgermeister von Waidring. Im Dezember 1945 wurde er außerdem am Beginn der I. Gesetzgebungsperiode als Abgeordneter zum Tiroler Landtag angelobt. Im Februar 1947 wurde er von Landeshauptmann Alfons Weißgatterer als Wirtschaftsreferent in die Landesregierung Weißgatterer I berufen, aus der er im Juni 1948 wieder ausschied. Am 8. November 1949 wurde er als Nachfolger von Adolf Platzgummer zum Präsidenten des Tiroler Landtag gewählt. 1953, 1957 und 1961 wurde er in dieser Funktion bestätigt. Nach der Landtagswahl in Tirol 1965 schied er mit Ende der V. Gesetzgebungsperiode aus dem Landtag aus. Als Landtagspräsident folgte ihm Alois Lugger nach.
Johann Obermoser starb 1981 im Alter von 87 Jahren.